# G.D. Spradlin
G.D. Spradlin, voluit Gervase Duan Spradlin (31 augustus 1920 - 24 juli 2011) was een Amerikaans acteur.

## Biografie
Spradlin studeerde rechten en was actief in de politiek alvorens hij zijn acteercarrière startte. In 1970 speelde hij een rol in Zabriskie Point. In 1974 kreeg hij een belangrijke rol in The Godfather II als senator Pat Geary. In 1979 speelde hij de rol van generaal Corman in Apocalypse Now. In de jaren '90 speelde hij naast Johnny Depp in Ed Wood. In zijn laatste film acteerde hij onder meer naast Michelle Williams en Kirsten Dunst.
Spradlin overleed in 2011 op 90-jarige leeftijd.
- Biblioteca Nacional de España: XX4902039
- Gemeinsame Normdatei: 141099364
- International Standard Name Identifier: 0000 0001 1472 1202
- Library of Congress Control Number: no90008929
- Nationale Bibliotheek van Israël: 987007423849205171
- SNAC: w6bp7s57
- Virtual International Authority File: 48785998
- WorldCat: E39PBJxd4wmRWcdVht7KBFFdwC